# Huilaea
Huilaea là chi thực vật có hoa trong họ Mua.